# Carpinteroa
Carpinteroa is een geslacht van wantsen uit de familie van de Miridae (Blindwantsen). Het geslacht werd voor het eerst wetenschappelijk beschreven door José Cândido de Melo Carvalho in 1988.

## Soorten
Het genus bevat de volgende soorten:

- Carpinteroa belena Carvalho, 1988
- Carpinteroa notabilis (Carvalho & Fontes, 1968)
- Carpinteroa patagonica Carvalho & Carpintero, 1990
- Carpinteroa sanluisensis Carvalho, 1988
- Carpinteroa singularis (Carvalho & Fontes, 1969)
- Carpinteroa tacuila Carvalho, 1988